# 6447 Terrycole
6447 Terrycole (1990 TO1) là một tiểu hành tinh vành đai chính bên trong được phát hiện ngày 14 tháng 10 năm 1990 bởi E. F. Helin ở Palomar.